# Tjaktjajaure
Tjaktjajaure, Lule-Samisch: Tjaktjajávvre, is een groep meren in Zweden, in de gemeente Jokkmokk en ligt tegen het Scandinavische Hoogland aan. Het water van het meer komt uit het nationale park Sarek. De grootste zijrivier van de Tjaktjajaure is de Rapajåkka, die vanuit het noordwesten komt, een andere is Sitiätno vanuit het noorden en stroomt in de Blackälven en de Lule verder. Het waterpeil van het meer is afhankelijk van de waterkrachtcentrale aan de zuidpunt, de Waterkrachtcentrale Seitevare en ligt daardoor tussen de 443 en 478 meter boven zeeniveau.
Afwatering: meer Tjaktjajaure → Blackälven → diverse meren → Kleine Lule → Lule →Botnische Golf